# Opomyza
Genre
Opomyza est un genre d'insectes diptères brachycères de la famille des Opomyzidae.

## Liste d'espèces
Selon Catalogue of Life (15 sept. 2013) :
- Opomyza aisae
- Opomyza australis
- Opomyza capensis
- Opomyza decora
- Opomyza florum
- Opomyza germinationis
- Opomyza leucopeza
- Opomyza lineatopunctata
- Opomyza milleri
- Opomyza nigriceps
- Opomyza nigriventris
- Opomyza nitida
- Opomyza petrei
- Opomyza punctata
- Opomyza punctella
- Opomyza scutellata
- Opomyza thalhammeri

Selon NCBI (15 sept. 2013) :
- Opomyza florum